# Allium neapolitanum
Espèce
Classification APG III (2009)
L'Ail blanc ou Ail de Naples (Allium neapolitanum) est une espèce de plantes herbacées vivaces appartenant au genre Allium (les ails) et à la famille des Amaryllidacées. Il fleurit dès le début du printemps, facilement reconnaissable à ses ombelles à fleurs blanches. À ne pas confondre avec l'Ail des ours dont les feuilles sont plus trapues et leurs fleurs pointues.

## Description

### Morphologie générale et végétative
Plante érigée de taille moyenne (20 à 50 cm) à tige triangulaire, à bulbe presque sphérique (1 à 2 cm de diamètre). Chaque tige est accompagnée de deux ou trois feuilles linéaires de 5 à 20 mm de largeur.

### Morphologie florale
Inflorescence en ombelle hémisphérique ou presque sphérique. Spathe à une seule valve. Fleurs hermaphrodites à six tépales (trois sépales et trois pétales similaires) de couleur blanche, s'ouvrant en coupelle, portées par de longs pédicelles. Six étamines blanches à anthères brun noirâtre. Ovaire supère à trois carpelles.

### Fruit et graines
Le fruit est une capsule.

## Écologie et habitat
Plante herbacée géophyte bulbeuse poussant dans les maquis, les terres cultivées ou les friches, souvent dans des lieux ombragés ou humides (bord des ruisseaux), sur sol sablonneux. Floraison de mars à juin. C'est une espèce essentiellement méditerranéenne.

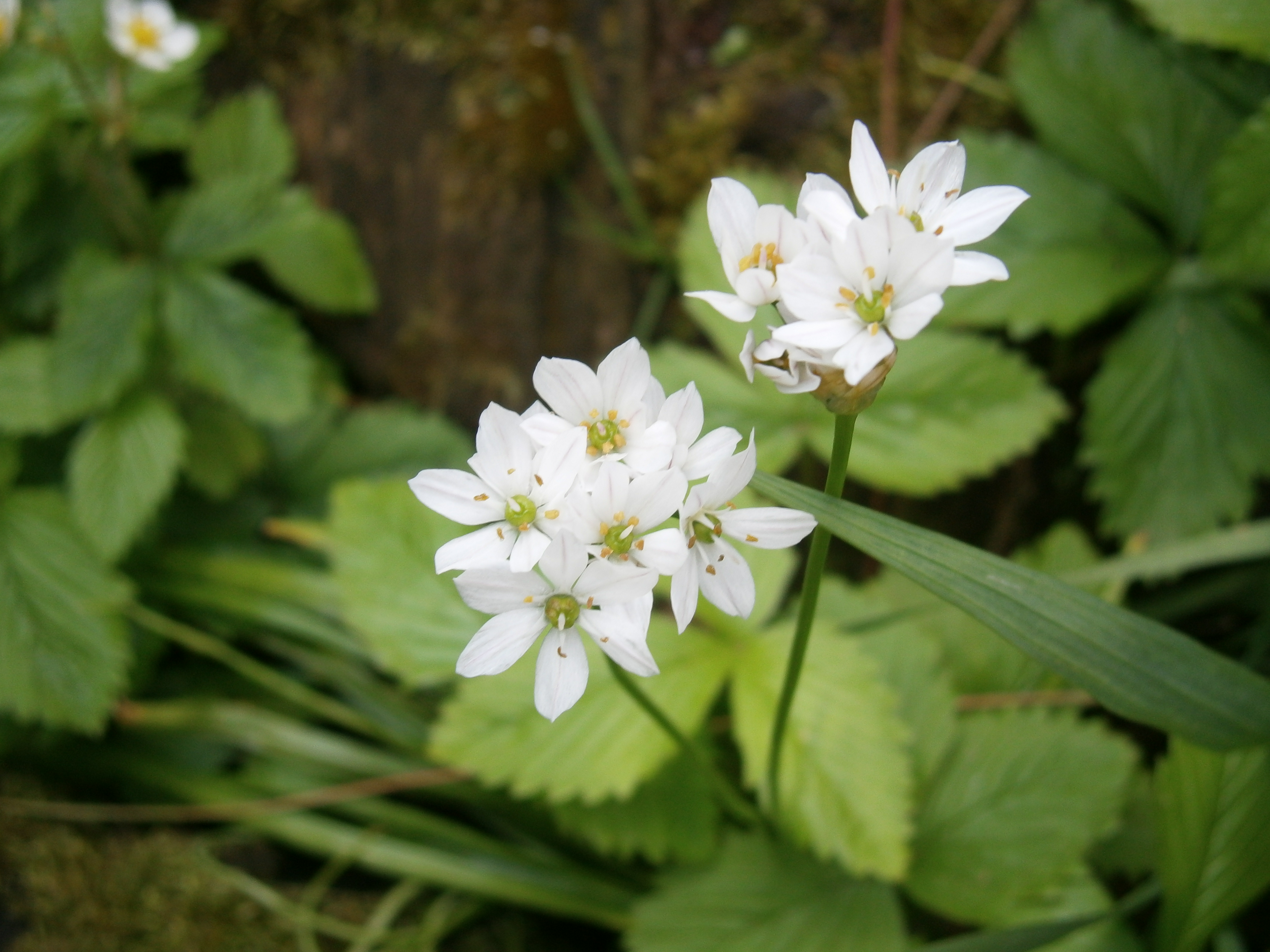
Fleurs.
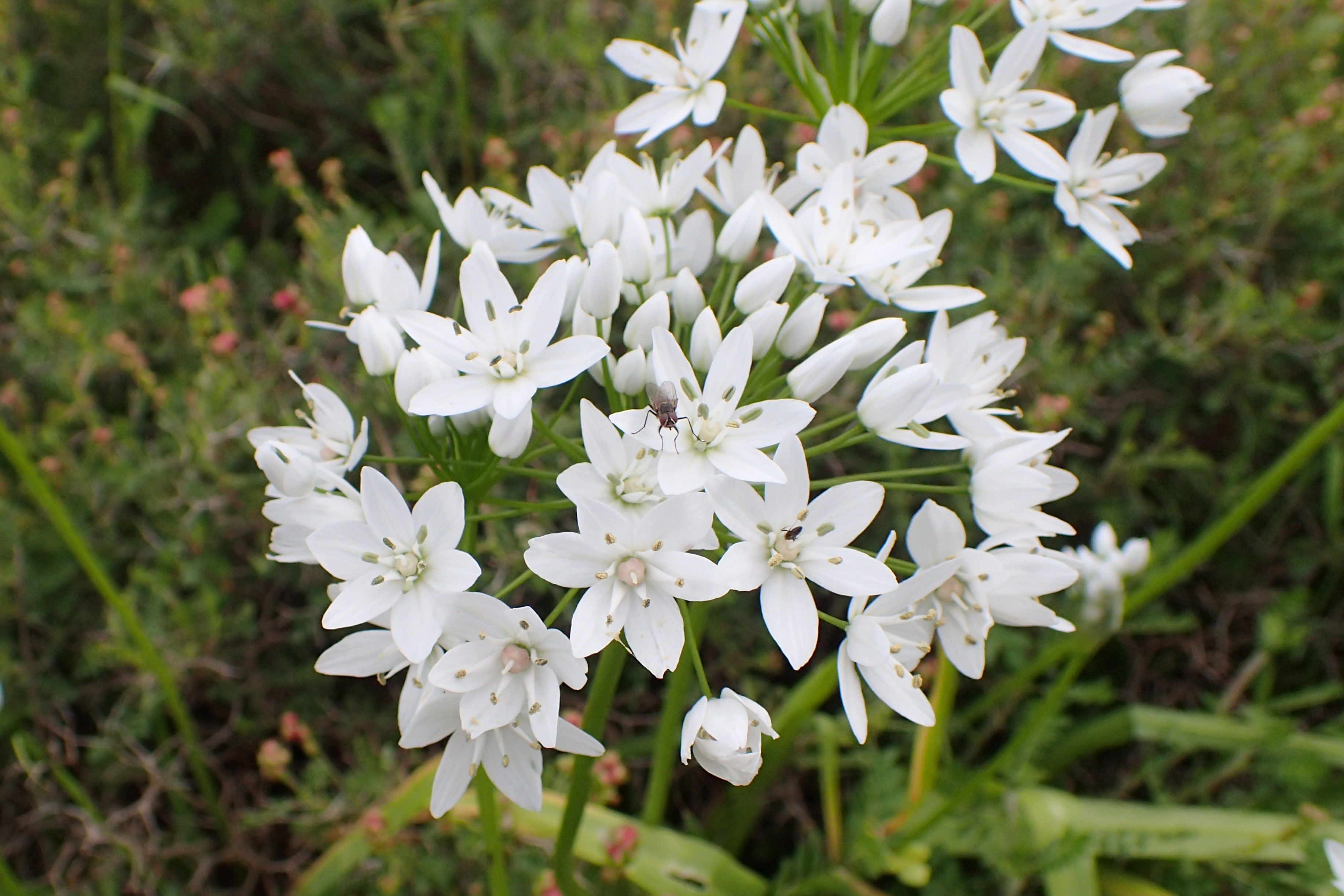
Fleurs à Kotsiatis (Chypre)
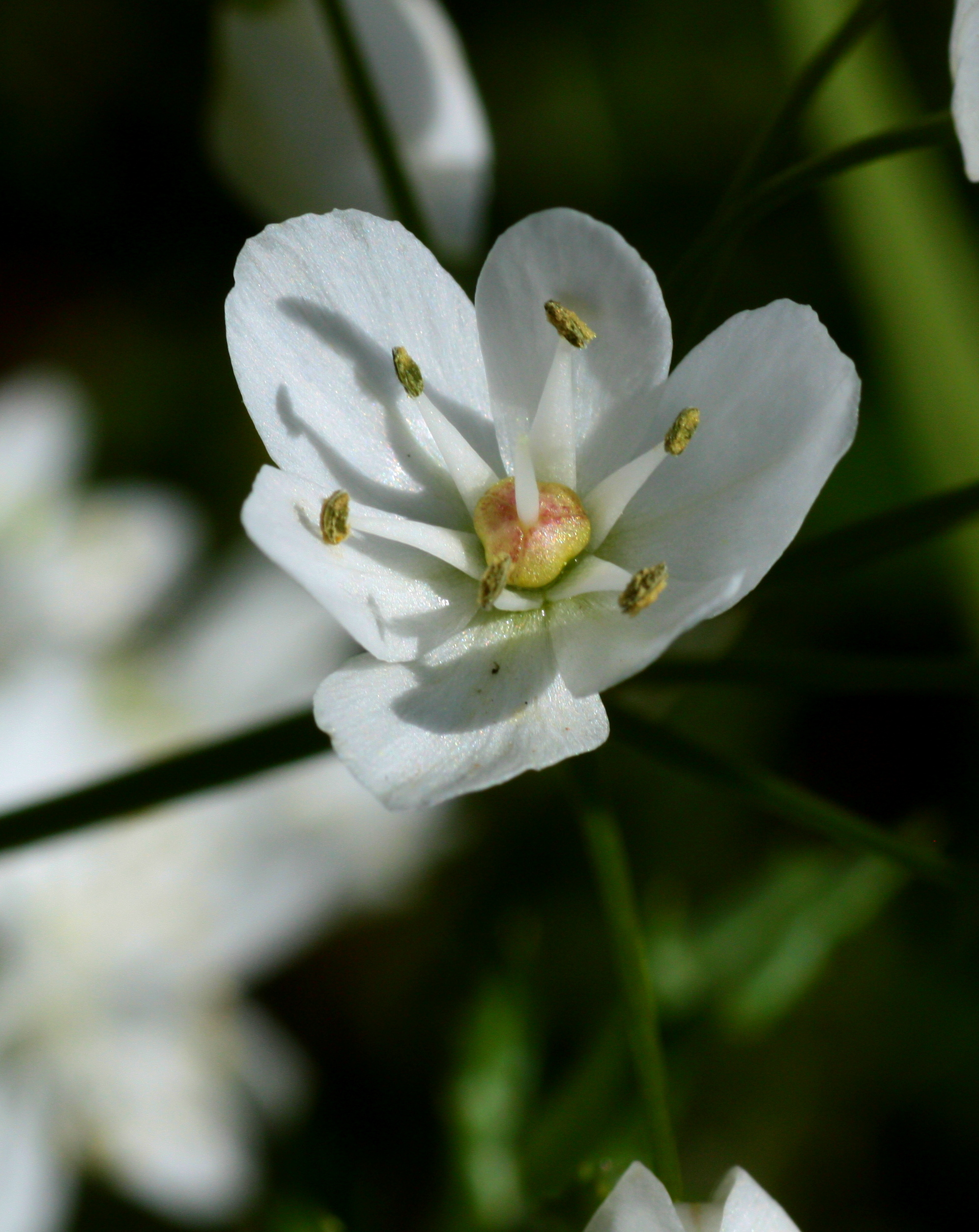
Structure de la fleur avec six étamines et un style à stigmate simple

## Alimentation
Les feuilles peuvent se consommer en salade, en pesto, dans des gratins ou des tartes. Les fleurs peuvent se consommer crues ou après conservation en pickles ou en lactofermentation.